# Ekonomika Slovinska
Ekonomika Slovinska je rozvinutá smíšená ekonomika. Země se těší vysoké úrovni prosperity a stability a také nadprůměrnému HDP na obyvatele v paritě kupní síly na úrovni 91 % průměru EU v roce 2023. Nominální HDP v roce 2023 bylo 68,108 mld. USD, nominální HDP na obyvatele (HDP/ks) v roce 2023 bylo 32 350 USD. Nejvyšší HDP/ks je ve středním Slovinsku, kde se nachází hlavní město Lublaň. Je součástí statistického regionu Západní Slovinsko, který má vyšší HDP na obyvatele než východní Slovinsko.

## Vývoj
Slovinsko bylo až do roku 1991 součástí Socialistické Jugoslávie. Ta však měla volnější režim, což se týkalo i ekonomiky - od určité doby dokonce bylo možné volně podnikat. Díky tomu neupadlo Slovinsko do tak hluboké hospodářské krize, jako jiné státy. Poměrně rychle se vypořádalo s následky války, na rozdíl například od sousedního Chorvatska, kde byly škody dlouho viditelné, a začalo transformaci na tržní ekonomiku. V roce 2004 bylo s dalšími devíti, vesměs též postsocialistickými státy připojeno k EU. Díky svým ekonomickým výsledkům již v roce 2007 nahradilo svoji původní měnu tolar za euro.

## Současnost
Slovinsko těží ze své výhodné polohy, která v malém státě spojuje východní část Alp (nejvyšší vrchol Triglav), turisticky významnou ve všech ročních obdobích; 40 km mořského pobřeží a zároveň tranzitní zemi pro cesty na Balkán, především do sousedního Chorvatska. Z ostatních služeb je významné především bankovnictví.

V průmyslu hraje největší význam farmacie[zdroj⁠?!] (firma Krka) a výroba sportovních potřeb, obzvláště lyží (firma Elan).1

Ani zemědělství není pozadu, ve Slovinsku se daří vinné révě a dalším plodinám.

Země má velmi dobrou infrastrukturu, hustou a kvalitní dálniční a silniční síť, kvalitní turistická centra. (Bled, Bohinjské jezero, Kranjska Gora, Kranj, Lublaň aj.)

Pro svoje ekonomické úspěchy, význam bankovnictví, polohy v Alpách i rozlohy je někdy Slovinsko nazýváno Švýcarskem východu.[zdroj⁠?!]